# Lucia Mirisola
Lucia Mirisola, née à Venise le 1er septembre 1928 et morte à Rome le 23 décembre 2017, est une costumière et décoratrice italienne.

## Biographie
Lucia Mirisola est née à Venise le 1er septembre 1928. Elle entame une carrière de costumière en 1955, puis en 1960 elle assume le rôle d'assistante décoratrice et de costumière auprès de  Piero Gherardi pour le film La dolce vita de Federico Fellini.
Pendant un demi-siècle d'activité, Lucia Mirisola a assuré les décors de la majeure partie des films de son mari Luigi Magni, dont La carbonara, Arrivano i bersaglieri et La Tosca, recevant plusieurs distinctions dont le Ruban d'Argent et le David di Donatello des meilleurs décors.
Comme costumière, elle a travaillé entre autres pour des films de  Gillo Pontecorvo, Dino Risi, Alberto Lattuada, Carlo Lizzani, Luigi Zampa et Luigi Comencini.

## Filmographie

### Décoratrice
- 1963 : Amour sans lendemain  de Pasquale Festa Campanile et Massimo Franciosa
- 1968 : Faustina de Luigi Magni
- 1971 : Scipion, dit aussi l'Africain de Luigi Magni
- 1973 : La Tosca de Luigi Magni
- 1976 : 
  - Signore e signori, buonanotte de Luigi Comencini, Nanni Loy, Luigi Magni, Mario Monicelli et Ettore Scola
  - Basta che non si sappia in giro, épisode Il superiore, de Luigi Magni
  - La Fiancée de l'évêque  (Quelle strane occasioni), épisode Il Cavalluccio Svedese, de Luigi Magni
- 1977 : Au nom du pape roi (In nome del Papa Re) de Luigi Magni
- 1980 :  Arrivano i bersaglieri de Luigi Magni
- 1983 : 
  - State buoni se potete de Luigi Magni
  - Dieci registi italiani, dieci racconti italiani série TV, épisode Un'avventura a Campo de' Fiori, de Luigi Magni
- 1987 :  Selon Ponce Pilate (Secondo Ponzio Pilato) de Luigi Magni
- 1989 :  
  - Cinéma - film TV, de Luigi Magni
  - 'o Re de Luigi Magni
- 1990 : In nome del popolo sovrano de Luigi Magni
- 1995 : Nemici d'infanzia de Luigi Magni
- 1996 : Ultimo bersaglio d'Andrea Frezza
- 2000 : La carbonara de Luigi Magni
- 2003 : La notte di Pasquino, film TV, de Luigi Magni

### Costumière
- 1955 : L'alba, il giorno e la notte de Fernando Trebitsch
- 1957 : La grande strada azzurra de Gillo Pontecorvo et Maleno Malenotti
- 1959 : 
  - Il raccomandato di ferro de Marcello Baldi
  - Audace colpo dei soliti ignoti de Nanni Loy
- 1960 : 
  - Le pillole di Ercole de Luciano Salce
  - I dolci inganni d'Alberto Lattuada
- 1961 : 
  - Il carabiniere a cavallo de Carlo Lizzani
  - Don Camillo monsignore... ma non troppo de Carmine Gallone
  - Una vita difficile de Dino Risi
- 1962 :
  - Il mio amico Benito de Giorgio Bianchi
  - Gli anni ruggenti de Luigi Zampa
  - L'amore difficile d'Alberto Bonucci, Luciano Lucignani, Nino Manfredi et Sergio Sollima
- 1963 : Un tentativo sentimentale de Pasquale Festa Campanile et Massimo Franciosa
- 1965 : La bugiarda de Luigi Comencini
- 1968 :
  - Il marito è mio e l'ammazzo quando mi pare de Pasquale Festa Campanile
  - Faustina de Luigi Magni
- 1969 :
  - Una sull'altra de Lucio Fulci
  - Nell'anno del Signore de Luigi Magni
- 1970 : Le coppie, épisode Il frigorifero, de Mario Monicelli
- 1971 :
  - Scipion, dit aussi l'Africain (1971) de Luigi Magni
  - Homo eroticus de Marco Vicario
- 1972 : Senza famiglia, nullatenenti cercano affetto de Vittorio Gassman
- 1973 : La Tosca de Luigi Magni
- 1976 : 
  - Signore e signori, buonanotte de Luigi Comencini, Nanni Loy, Luigi Magni, Mario Monicelli et Ettore Scola
  - Quelle strane occasioni de Luigi Comencini, Nanni Loy et Luigi Magni
- 1977 : Au nom du pape roi (In nome del Papa Re) de Luigi Magni
- 1980 :
  - Apocalypse domani  d'Antonio Margheriti (créditée Lucy Morrison)
  - Arrivano i bersaglieri de Luigi Magni
- 1982 : Il turno de Tonino Cervi
- 1983 : 
  - State buoni se potete de Luigi Magni
  - Dieci registi italiani, dieci racconti italiani - série TV, épisode Un'avventura a Campo de' Fiori, de Luigi Magni
- 1987 : Selon Ponce Pilate (Secondo Ponzio Pilato) de Luigi Magni
- 1989 : 
  - 'o Re de Luigi Magni
  - Cinéma - film TV, de Luigi Magni
- 1990 : Au nom du peuple souverain (In nome del popolo sovrano) de Luigi Magni
- 1995
  - Pazza famiglia - série TV, 8 épisodes, de Enrico Montesano
  - Nemici d'infanzia de Luigi Magni
- 2000 : La carbonara de Luigi Magni
- 2003 : La notte di Pasquino, film TV, de Luigi Magni

## Distinctions
- 1977 : Ruban d'argent des meilleurs décors pour Au nom du pape roi (In nome del papa re) de Luigi Magni.
- 1989 : Ruban d'argent et David di Donatello du meilleur créateur de costumes pour 'o Re de Luigi Magni.
- 1989 : Ruban d'argent et David di Donatello du meilleur créateur de costumes pour 'o Re de Luigi Magni.
- 1990 : David di Donatello du meilleur créateur de costumes pour  Au nom du peuple souverain (In nome del popolo sovrano) de Luigi Magni.